# Andrea Negroni
Andrea Negroni (Veneza, 2 de novembro de 1710 - Roma, 17 de janeiro de 1789) foi um cardeal do século XVIII

## Biografia
Nasceu em Roma em 2 de novembro de 1710. O mais velho dos dois filhos do conde Antonio Negroni, de Bérgamo, e sua esposa, cuja identidade não se sabe. O outro filho foi Estanislau, que herdou o título de conde, adquirido pelo pai em 1723. A família Negroni foi agregada ao patriciado romano em 1746. Tio-avô do cardeal Luigi Del Drago (1831). Seu sobrenome também está listado como Nigronus.
Estudou em Roma.

## Início da vida
Entrou na prelazia romana. Relator da SC do Bom Governo, junho de 1735-1742. Abreviatore di parco maggiore em 1741; reitor de seu colégio , 1762-1763. Eleitor do Tribunal da Assinatura Apostólica de Justiça, setembro de 1743-1761. Secretário do Hospício Apostólico de Roma. Referendário dos Tribunais da Assinatura Apostólica da Justiça e da Graça, 9 de setembro de 1734. Protonotário apostólico. Auditor de Sua Santidade ( Uditore Sanctissimi) em julho de 1758. Cônego da basílica patriarcal do Vaticano, 24 de setembro de 1759.
Recebeu o subdiaconato em 22 de março de 1760. Abade commendatario da abadia Ss. Severio e Martirio nell'Orvietano, 1760-1789.
Criado cardeal diácono no consistório de 18 de julho de 1763; recebeu o chapéu vermelho em 21 de julho de 1763; e a diaconia de S. Maria em Aquiro, 22 de agosto de 1763. Atribuída à SS. CC. do Concílio Tridentino, Ritos, Consistorial, Exame dos Bispos, Visita Apostólica e delle Acque . Protetor da Ordem de Cister, maio de 1765; da Congregação de S. Bernardo; da Congregação de S. Basílio, junho de 1772; da igreja e nação bergamesa; do Hospício Apostólico de Roma; das cidades de Fossombrone, Amelia, Terne e Orte; da colegiada e cabido de Maenza; do capítulo de Todi; de Monte Giorgio, Sarnanao, Massaccio, Monte Castrilli e Cannara; dos mosteiros de Assunta em Viterbo e S. Elisabettaem Amélia; das confrarias do sufrágio de Montemilone e de S. Maria Maggiore em Montecchio; do collegio della mercatura e cambio de Perugia; co-protetor da cidade de Urbania; Optou pela diaconia de Ss. Vito e Modesto, 5 de junho de 1765. Pró-auditor de Sua Santidade, 1765. Secretário dos Breves Apostólicos, 5 de outubro de 1767 até 1775. Participou do conclave de 1769, que elegeu o Papa Clemente XIV. Pró-prefeito do Tribunal das Assinaturas Apostólicas de Justiça, ca. 1770-1787. Participou do conclave de 1774-1775, que elegeu o Papa Pio VI. Datário de Sua Santidade, 3 de março de 1775 até sua morte. Optou pela diaconia de S. Agata em Suburra, em 13 de dezembro de 1779. Com a morte do cardeal Lazzaro Opizio Pallavicini, ocorrida em 23 de fevereiro de 1785, foi nomeado prefeito interino da SC da Sagrada Consulta . Pró-prefeito da SC do Conselho Tridentino, fevereiro a julho de 1785.
Morreu em Roma em 17 de janeiro de 1789. Exposta na igreja de S. Agostino, em Roma, onde decorreu o funeral; e enterrado no sepulcro de sua família na igreja bergamesa de Ss. Bartolomeo ed Alessandro, Roma, segundo seu testamento.